# دانشکده علوم و فناوری‌های نوین دانشگاه رازی
دانشکده علوم و فناوری‌های نوین دانشگاه رازی یکی از دانشکده‌های زیرمجموعهٔ دانشگاه رازی است که در شهر کرمانشاه فعالیت می‌کند. در این دانشکده رشته‌های مربوط به فناوری اطلاعات، فناوری نانو، انرژی‌های نوین و ... ارائه می‌شود. دانشکده علوم و فناوری‌های نوین دانشگاه رازی همچون دیگر دانشکده‌های این دانشگاه زیر نظر وزارت علوم، تحقیقات و فناوری جمهوری اسلامی ایران قرار دارد. این دانشگاه در سال ۱۳۹۸ تأسیس شد و جدیدترین دانشکدهٔ دانشگاه رازی به شمار می‌آید که در مقاطع تحصیلات تکمیلی-کارشناسی ارشد و دکترا- دانشجو می پذیرد.

## گروه مهندسی سیستم‌های نوین کامپیوتری
رشته‌های دایر در این گروه به شرح زیر است:
- مهندسی فناوری اطلاعات گرایش تجارت الکترونیک
- مدیریت فناوری اطلاعات گرایش کسب و کار الکترونیکی
- علم داده[۱]

## گروه انرژی‌های تجدیدپذیر
رشته‌های دایر در این کروه به شرح زیر است:
- مهندسی انرژی‌های تجدیدپذیر[۱]

## گروه علوم میان رشته ای
رشته‌های دایر در این گروه به شرح زیر است:
- اقتصاد گرایش تجارت الکترونیک [۱]

## گروه علوم ریز زیست فناوری
رشته‌های دایر در این کروه به شرح زیر است:
- ریز زیست فناوری
- نانوفناوری

```
[
۱
]
```